# Acanthella
Acanthella là chi thực vật có hoa trong họ Mua.

## Loài
- Acanthella conferta Cogn.
- Acanthella montana Gleason
- Acanthella plicata Gleason
- Acanthella pulchra Gleason. Venezuela
- Acanthella sprucei Hook. f. Brasil